# 橋口隆志
橋口隆志（日語：はしぐち たかし、1967年6月2日—），是日本漫畫家。東京都出身。以《日式麵包王》獲得第49屆小学馆漫画赏。

## 經歷
- 1987年 - 週刊Young Magazine得獎。千葉徹彌賞獲得佳作。
- 1988年 - 「コンバットティーチャー」首次亮相。
- 1991年 - 快樂快樂月刊上開始連載チエばーちゃんの知恵ブクロ
- 1993年 - 快樂快樂月刊上開始連載ストII爆笑!!4コマギャグ外伝
- 1995年 - 週刊少年Sunday雜誌上開始連載キャスター参るゾ!
- 1997年 - 快樂快樂月刊上開始連載超速YOYO。週刊少年サンデー超上開始連載ウインドミル (漫画)
- 1998年 - 超速YOYO在東京電視台準備開始動畫化。
- 2000年 - コミックGOTTA雜誌上開始連載シザーズ
- 2001年 - 週刊少年Sunday雜誌上開始連載烘焙王。
- 2003年 - 烘焙王在第49回小学馆漫画赏少年部門受賞。
- 2004年 - 烘焙王在東京電視台準備開始動畫化。
- 2007年 - 頂尖神醫連載開始。
- 2010年 - 頂尖神醫第二部連載開始。
- 2019年 - 於《LINE漫畫（LINEマンガ）》的官方帳戶開始連載日式麵包王 ～超真實（Super Real）～。

## 作品
- 球戀期／壘球嬌娃、原名
- 、原名
- 、原名
  - 日式麵包王 ～超真實（Super Real）～、原名。（取材、原作：入江謙三）
- 頂尖神醫、原名
  - 頂尖明醫 THE KING OF NEET、原名：續作。

### 其它
- 快打旋風 藝術漫畫選集（插圖繪製，enterbrain，2009年3月14日發行）

## 助手
- 肱岡誠（日语：ひじおか誠）[1]

## 相關人物
- 藤崎聖人
《烘焙王》裡的松代健別名樋口也在藤崎代表作《野性之聲》裡出現。

## 外部連結
- （日語）
- 【橋口隆志 Vol.8】Sunday漫畫家支援官網 （页面存档备份，存于） （日語）－小學館官方網站。